# Groppe Building

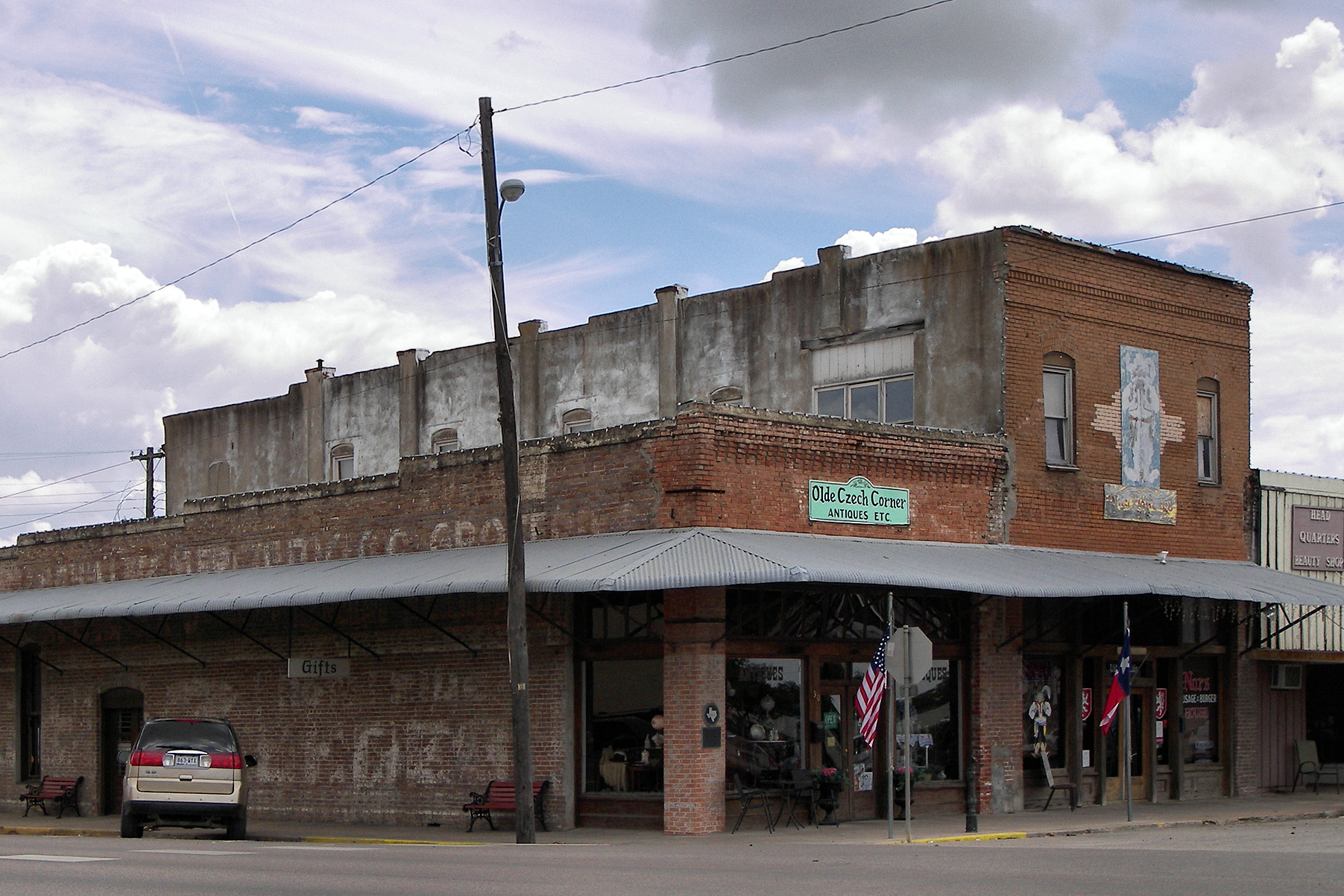
Groppe Building

Das Groppe Building ist ein Gebäude in West, Texas, das 1983 in die Liste der historischen Wahrzeichen von Texas übernommen wurde.
Das Gebäude wurde im Jahr 1892 von August Groppe (1840–1919), der in Verliehausen, Königreich Hannover geboren wurde und im Jahr 1867 in die Vereinigten Staaten emigrierte, als erstes Backsteingebäude im Geschäftsviertel von West, Texas errichtet. Groppe hatte das Grundstück für 1000 US-Dollar gekauft und örtlich hergestellte Ziegel im Wert von 1747,50 US-Dollar verbaut. Die Quittungen hierfür sind heute vor Ort ausgestellt. Für die Bauarbeiten beauftragte er einheimische Maurer.
Von 1893 bis 1905 befand sich der E. G. Blume and Brother General Merchandise Store im Groppe Building, der von E. G. und Henry Blume, Neffen Groppes, geführt wurde. Danach wurde es von verschiedenen Geschäften, wie einer Kurzwarenhandlung, einem Lebensmittelgeschäft und einer Apotheke, genutzt. Im Jahr 1982 begann man damit, das Gebäude wieder in seinen ursprünglichen Zustand zu versetzen. Dabei wurde das ursprüngliche Mauerwerk, über das man im Laufe der Jahre verschiedene Farbschichten gelegt hatte, freigelegt. Bei den Renovierungsarbeiten wurde auch ein Brunnen freigelegt, den es schon vor dem Bau des Groppe Buildings gegeben hatte. Dieser ca. 12 m (40 Fuß) tiefe Brunnen wurde bis zur Eröffnung der West Water Company genutzt.